# Jaderná elektrárna Brunswick
Jaderná elektrárna Brunswick (anglicky Brunswick Nuclear Generating Station) je provozní jaderná elektrárna ve Spojených státech. Nachází se severně od města Southport ve státě Severní Karolína. Zařízení je pojmenováno po kraji Brunswick, ve kterém se nachází. Většinovým vlastníkem (81,7 %) a provozovatelem jaderné elektrárny je společnost Duke Energy. Vlastníkem zbývajících (18,3 %) je North Carolina Eastern Municipal Power Agency.

## Historie a technické informace

### Počátky
Projektování elektrárny započalo v roce 1968. Výstavba prvního varného reaktoru typu BWR-4 započala 7. února 1970. Do sítě byl blok připojen 4. prosince 1976 a v komerční provoz přešel 18. března 1977. Druhý blok začal být budován současně s blokem prvním. Do sítě byl však připojen paradoxně dříve, a to 29. dubna 1975 a do komerčního provozu vstoupil 3. listopadu 1975. Oba reaktory byly dodány a postaveny firmou General Electric. Výkon prvního bloku činí 990 MW hrubých a druhého bloku 960 MW hrubých. Oba používají ke chlazení vodu z řeky Cape Fear, kterou pak ohřátou vypouštějí do Atlantského oceánu.
Jaderná elektrárna zásobuje elektřinou přibližně jeden milion domácností na jihovýchodě Spojených států.

### Okolní obyvatelstvo
NRC definuje dvě zóny havarijního plánování kolem jaderných elektráren. První o poloměru 16 kilometrů, která se týká především vystavení radioaktivní kontaminace vzduchu a poté druhou o poloměru 80 kilometrů, jež se zabývá kontaminací potravin a vody.

## Informace o reaktorech
| Reaktor     | Typ reaktoru  | Výkon  | Výkon  | Zahájení výstavby | Připojení k síti | Uvedení do provozu | Uzavření |
| Reaktor     | Typ reaktoru  | Čistý  | Hrubý  | Zahájení výstavby | Připojení k síti | Uvedení do provozu | Uzavření |
| ----------- | ------------- | ------ | ------ | ----------------- | ---------------- | ------------------ | -------- |
| Brunswick-1 | BWR-4 218-560 | 938 MW | 990 MW | 7. 2. 1970        | 4. 12. 1976      | 18. 3. 1977        |          |
| Brunswick-2 | BWR-4 218-560 | 920 MW | 960 MW | 7. 2. 1970        | 29. 4. 1975      | 3. 11. 1975        |          |